# Тельманський район (Карагандинська область)
Те́льманський район (рос. Тельманский район, каз. Тельман ауданы) — колишній район у складі Карагандинської області Казахської РСР (1928-1991) та Казахстану (1991-1997).
Адміністративним центром району було смтТокаревка.

## Історія
Карагандинський район був утворений 1928 року у складі Акмолинського округу, центром було село Токаревка.
17 грудня 1930 року всі округи в республіці були ліквідовані, район напряму став підпорядкований Алма-Аті.
20 березня 1931 року район був перейменований в Тельманський район, на честь Ернста Тельмана — лідера німецьких комуністів; адміністративний центр перенесено до селища Спаський завод. 22 травня того ж року центром району стало село Токаревське.
10 березня 1932 року район увійшов до складу новоствореної Карагандинської області.
9 січня 1935 року частина району передана до складу новоствореного Вишневського району.
28 грудня 1940 року 3 сільради Тельманського району були передані в новий Осакаровський район.
23 травня 1997 року район було ліквідовано в рамках адміністративно-територіальної реформи, його територія увійшла до складу Бухар-Жирауського району.

## Адміністративно-територіальний поділ
Адміністративно-територіально район станом на кінець 80-х поділявся на 1 селищну та 11 сільських рад.
| Сільська рада                | Населення, чол. (1989) | Населені пункти                                                 | Примітка                              |
| ---------------------------- | ---------------------- | --------------------------------------------------------------- | ------------------------------------- |
| Токарівська селищна рада     | 4973                   | селище Токарівка                                                |                                       |
| Кушокинська селищна рада     | 4760                   | селище Кушоки                                                   | Передано зі складу Молодіжного району |
| Дубовська сільська рада      | 4719                   | село Дубовка, село Алабас, село Новостройка                     |                                       |
| Ростовська сільська рада     | 3091                   | село Ростовка, село Красна Нива, село Кизилжар, село Молодецьке |                                       |
| Покорненська сільська рада   | 2834                   | село Покірне, село Астаховка, станція Астахівка                 |                                       |
| Каражарська сільська рада    | 2577                   | село Каражар, село Асил, село Волковське, село Геологічеське    |                                       |
| Новоузенська сільська рада   | 2256                   | село Новоузенка, село Севан, село Стан                          |                                       |
| Ленінська сільська рада      | 2200                   | село Самарканд, село Тегізжол, село Чкалово                     |                                       |
| Самаркандська сільська рада  | 2066                   | село Центральне, село Андренніківка                             |                                       |
| Березняківська сільська рада | 1952                   | село Березняки, село Саратовка, село Тасаул                     |                                       |
| Туздинська сільська рада     | 1900                   | село Новобудова, село Перве Мая, село Стара Тузда               |                                       |
| Актобінська сільська рада    | 1804                   | село Актобе, село Інтумак                                       |                                       |
| Гагарінська сільська рада    | 936                    | село Гагарінське, село Калінінське                              |                                       |

## Господарство
Тельманський район став першим районом суцільної електрифікації Казахстану, що стало можливим з появою Карагандинської ГРЕС у Темиртау та будівництвом ліній електропередач.

## ЗМІ
5 травня 1931 року побачив світ перший номер районної газети «Прапор праці». З 1932 по 1953 роки газета називалася «Колгоспний степ», з 1953 по 1962 — «За комунізм», з 1962 — «За достаток», а в останні роки — «Світанок». Редакція газети розташовувалась за адресою: вулиця Корнієнка, 12; наклад станом на 1989 рік — 5160 штук.